# Mactaris

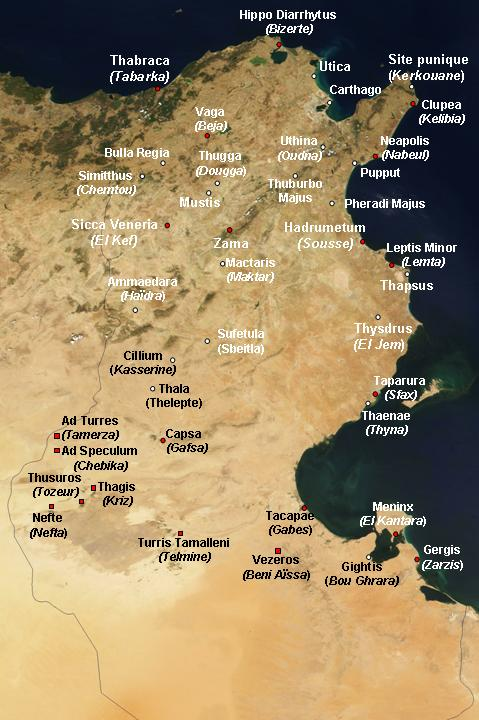
Mapa das cidades romanas da Tunísia

Mactaris ou Maktaris foi uma antiga cidade sucessivamente líbia, númida e romana, situada na atual cidade de Maktar, no centro-oeste da Tunísia, nas vertentes norte da dorsal tunisina.
O sítio é um dos maiores do país, e apesar de grande parte dele ainda não ter sido objeto de pesquisas arqueológicas, a sua dimensão e importância pode ser comparável ao de Bula Régia. A maioria das ruínas encontra-se dentro de um parque arqueológico onde existe um pequeno museu onde estão expostas diversas peças arqueológicas encontradas no local.
As ruínas encontram-se 160 km a sudoeste de Tunes, 34 km a sudoeste de Siliana, 70 km a sudeste de El Kef (antiga Sica Venéria) e 90 km a norte de Sbeitla (antiga Sufétula). A antiga cidade foi construída na orla de um planalto, a 900 metros de altitude, entre os vales dos uádis de Uzafa e Sabum. Esta localização num local fácil de defender ilustra a primitiva vocação militar do povoado.

## História
O local foi habitada desde o 8º milénio a.C., o que é atestado pela presença de escargotières (literalmente: "viveiros de caracóis", uma designação usada para montículos de resíduos, compostos por muitas conchas de caracóis) fossilizadas. A fundação da cidade deve-se a populações líbias, como indicado pelo topónimo MKTRM, transposto para Mactaris em latim. Nos séculos III e II a.C., é uma importante cidade númida que concluiu uma aliança privilegiada com Cartago durante o reinado de Massinissa (r. 202–148 a.C.x). A cidade benificiou com o desenvolvimento de Cartago e Massinissa acabou por se apoderar da cidade em 149 a.C., a qual, após a queda de Cartago em 146 a.C. recebe grandes afluxos de refugiados da cidade conquistada pelos romanos.
Na época neopúnica a cidade também se desenvolve. As estelas encontradas em Bab El Aïn, datadas do século I d.C., testemunham a presença de um tofete. Nessa época, a principal divindade local é Ba'al Hammon.
A romanização tarda em Mactaris mas acaba por se concretizar. Em 46 a.C. obtém o estatuto de cidade livre mais conserva três sufetes nas suas instituições locais até ao início do século II d.C., talvez por influência númida. Estes magistrados são substituídos nessa altura por triunviratos. Durante o reinado de Trajano (r. 98–117) algumas famílias locais têm cidadania romana e algumas são admitidas na ordem equestre durante o reinado de Cómodo (r. 180–192). Entre 176 e 180 a cidade obteve o estatuto de colónia com o nome de Colonia Aelia Aurelia Mactaris. Desde o fim do século I a.C. que a cidade prospera, tirando partido da pax romana. No fim do século II, durante o reinado de Marco Aurélio, conhece o seu apogeu, o que se traduz por numerosos monumentos construídos numa altura em que a área da cidade ascendia a 10 hectares.[carece de fontes?]
No século III tornou-se a sé de uma diocese cristã e no século V assiste ao cisma donatista. Nessa época a cidade tinha duas catedrais. O epitáfio conhecido como "do ceifeiro de Mactar", conservado no Museu do Louvre data provavelmente de da década de 260 e relata a carreira de um trabalhador agrícola que após 23 anos de trabalho obteve o cens suficiente para aceder ao senado da sua cidade. Segundo Gilbert Charles-Picard, esta ascensão testemunha que «a descentralização municipal contribui [...] para lutar contra a concentração do poder político e, por sua vez, da riqueza».
Com a reorganização do império levada a cabo por Diocleciano (r. 284–305), a cidade passou a fazer parte da província de Bizacena. O declínio começou com as invasões dos vândalos a partir de 439. Durante o reinado de Justiniano (r. 527–565) foram construídos fortins em alguns edifícios existentes, nomeadamente os das chamadas "Grandes Termas". A cidade é praticamente abandonada definitivamente no século XI, durante as invasões hilalianas.[carece de fontes?]

## Escavações
O sítio é conhecido dos viajantes desde o início do século XIX. As escavações só começam verdadeiramente em 1893, quando foi posto a descoberto o templo de Hator Miskar. Os trabalhos não chegam a parar verdadeiramente, mas são impulsionadas novamente a partir de 1944. Os dois fóruns foram escavados entre 1947 e 1956 e a torre da Schola Juvenes entre 1946 e 1955. Após um paragem de alguns anos após a independência, as escavações são retomadas em 1960.
Devido à sua grande área, o sítio ainda não foi completamente escavado e alguns elementos ficaram fora do recinto do parque arqueológico: o mausoléu neopúnico, o templo de Apolo, o arco dito Bab El Aïn e o mausoléu dos Júlios.[carece de fontes?]

## Edifícios

### Edifícios anteriores à época romana

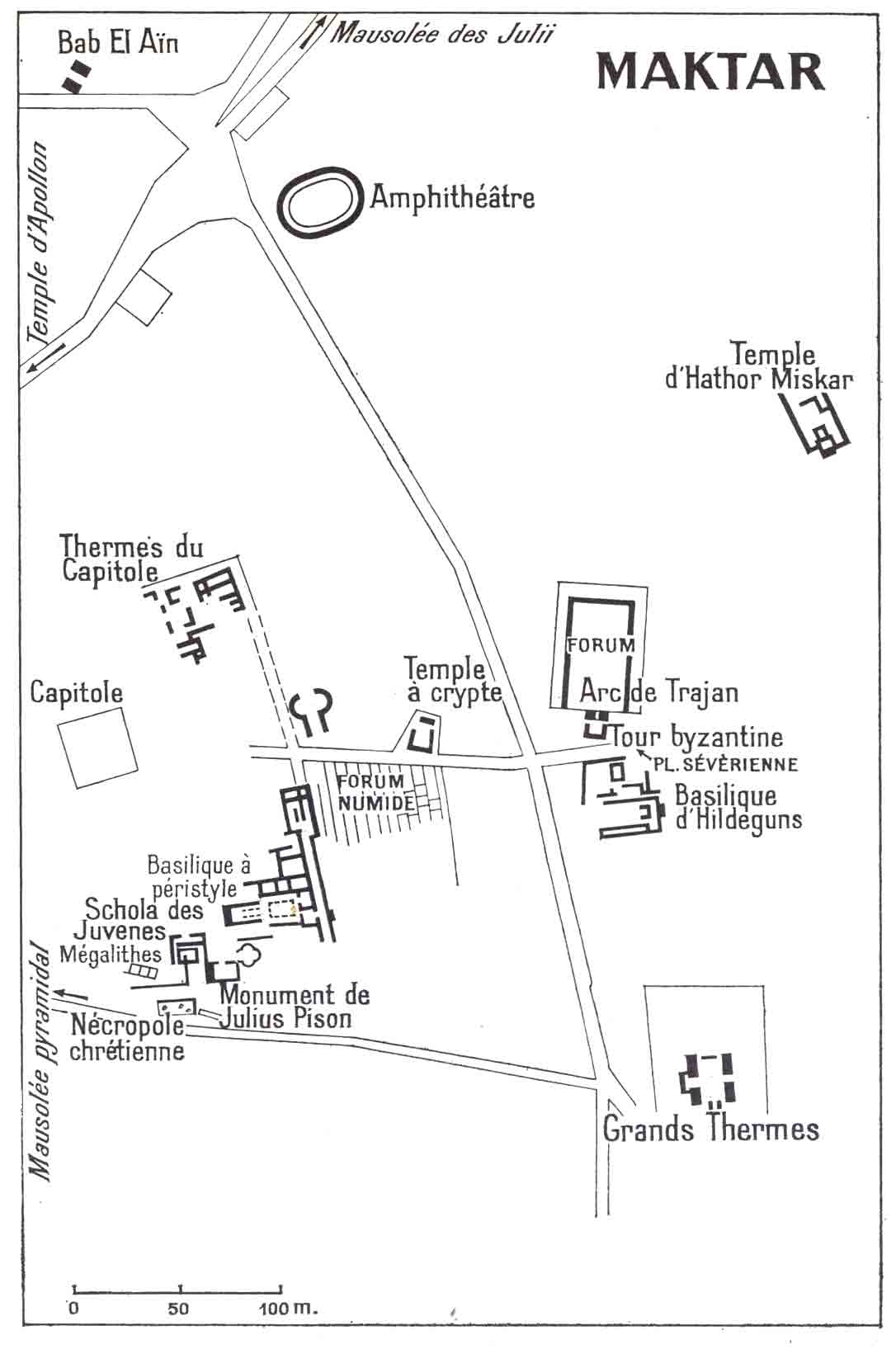
Planta das ruínas

O sítio possui um belo conjunto de megálitos que foi escavado. Constituído por grandes lajes, o conjunto tinha um espaço destinado ao culto dos defuntos durante as cerimónias de depósito das cinzas. Os megálitos serviram de local de sepultura coletiva. As escavações de uma câmara intacta, realizadas por Mansour Ghaki, permitiram encontrar um grande número de cerâmicas de diversas origens, não só locais mas também importadas. Estes achados possibilitaram a datação desde o início do éculo III a.C. ao fim do século I d.C. Em janeiro de 2012, o governo tunisino propôs o conjunto para uma futura classificação na lista do Património Mundial da UNESCO como parte do sítio "Os Mausoléus Reais da Numídia e os monumentos funerários pré-islâmicos".
Existe também um belo exemplo de mausoléu piramidal de tipo púnico, que se assemelha ao mausoléu de Atban em Duga. Os arqueólogos desenterraram ainda uma praça pública da época númida que deve ter sido o centro religioso da cidade, onde havia vários templos, um dele de Augusto e outro de Roma.
Outro templo bem conhecido devido a importantes escavações nele realizadas não obstante os vestígios estarem mal conservados é o de Hator Miskar. No centro deste santuário, os arqueólogos encontraram um altar de cerca de 100 a.C.

### Edifícios civis
No seu estado atual, a "Escola dos Jovens" (Schola Juvenes) é uma construção da época severiana (séculos II e III d.C.) particularmente bem conservado, que foi escavado por Gilbert Charles-Picard. Foi interpretado como um local de reunião do colégio dos jovens (juvenes) da cidade devido a uma inscrição. Foi financiado por Júlio Piso, ocupa o local de um santuário anterior da época flaviana (69–96 d.C.) consagrado a Marte e foi parcialmente reconstruído durante o reinado de Diocleciano (r. 284–305).

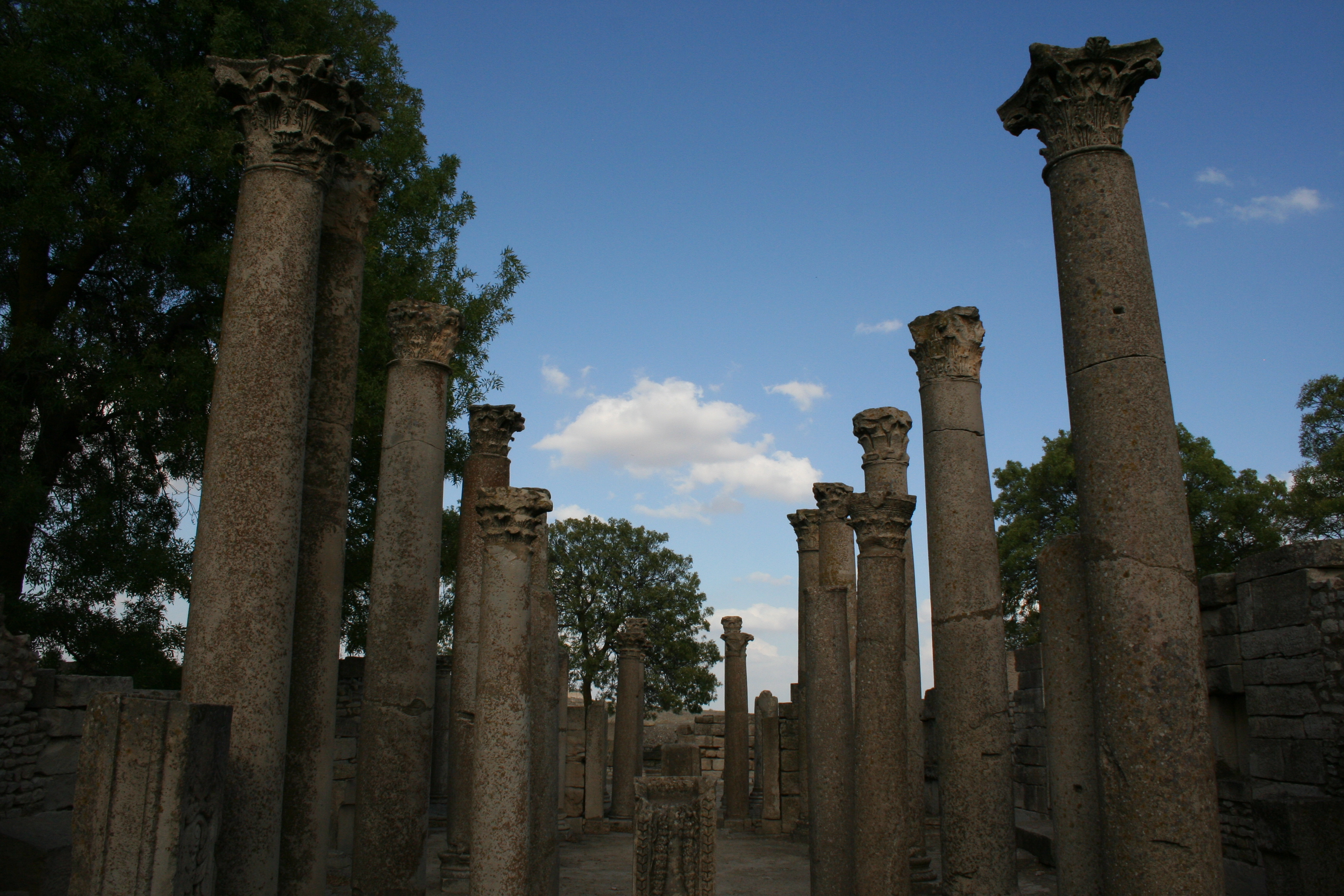
Schola Juvenes

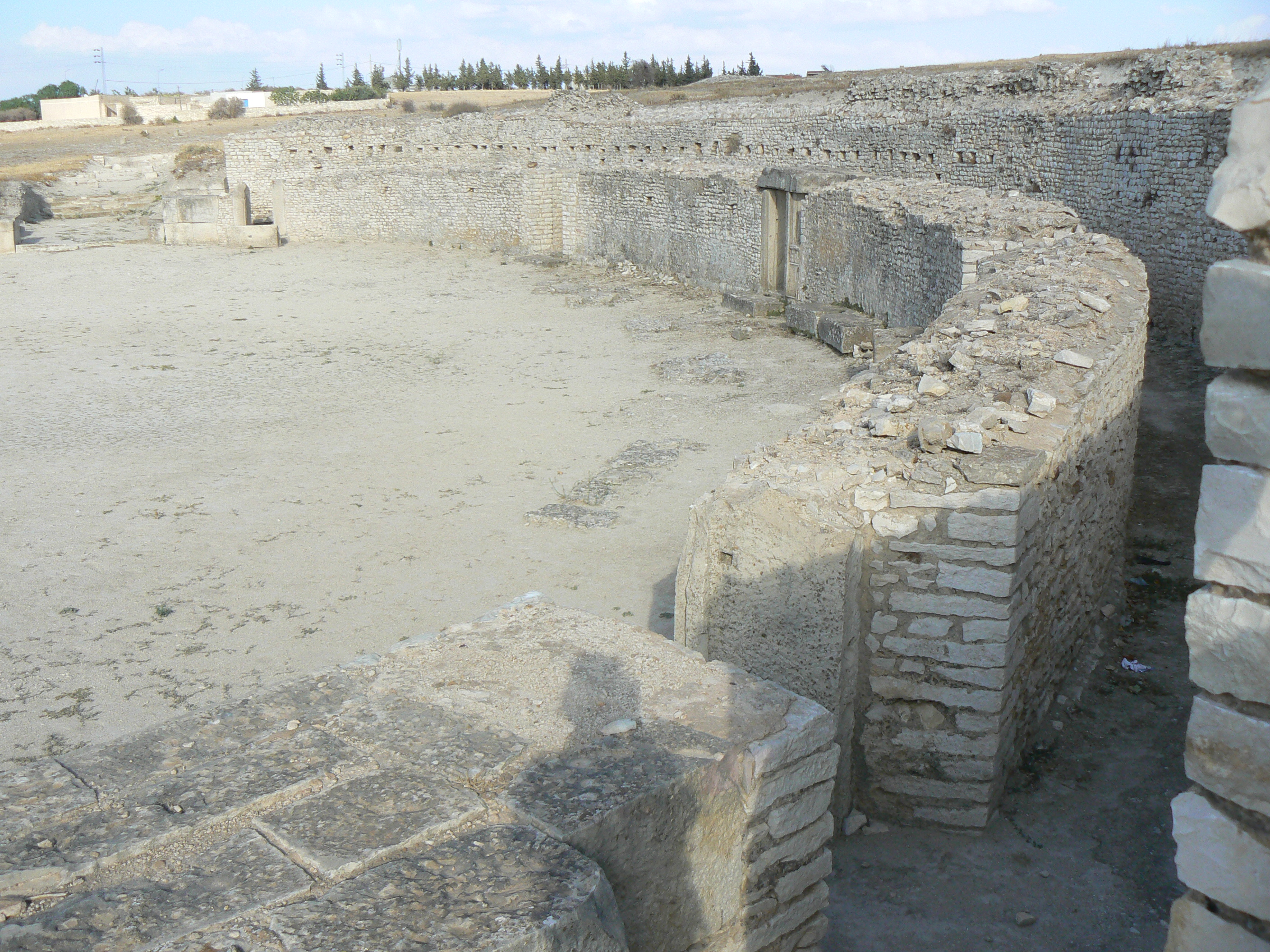
Anfiteatro

O Império Romano viu frequentemente com maus olhos a liberdade de associação, mas autorizava-a certas formas de associação, sob o nome de "colégio", na condição de que não perturbassem a ordem pública e se justificassem por razões religiosas (piedade e solidariedade funerária) ou de interesse público ("colégio de bombeiros"). Era a esta última categoria que pertenciam os colégios de jovens, constituídos por homens jovens que podiam exercer funções de manutenção da ordem pública na cidade (patrulhas noturnas) mas que constituíam sobretudo uma estrutura de sociabilidade apreciado pelas elites urbanas, mesmo que os rurais e os menos ricos pudessem também fazer parte delas. Em 238, em El Jem, foi o colégio de jovens que liderou a revolta que levou Gordiano I ao poder.
Percebe-se assim o interesse histórico que pode apresentar este monumento, que ilustra o aspeto arquitetónico destas importantes associações. Os vestígios incluem um pátio com pórticos, salas consagradas ao culto a norte, instalações sanitárias a leste e uma sala de reuniões a oeste. A planta retoma a tradição helenística da palestraquadrangular com peristilo. Perto do edifício encontram-se os vestígios de "edifício com tinas"[a] sobre cuja função há dúvidas, mas que pode ter servido para a cobrança de impostos em bens ou anona (celeiro público ou local de recolha de impostos diretos sobre colheitas).
O fórum é o local onde se cruzam o decúmano e o cardo, simbolizando o coração da cidade romana. O pavimento da praça com 1 500 m² é notavelmente bem conservado. Nos seus lados a praça tinha um pórtico e era fechada por um arco que ainda hoje é uma das joias do sítio.
O arco do triunfo com um só corpo foi construído em honra do imperador Trajano em 116 e comemora a elevação de estatuto da cidade e a fundação de um novo bairro. Foi preservado e integrado nas fortificações da época bizantina, quando lhe foi adicionada uma torre.
Outra porta importante da cidade, conhecida como Bab El Aïn, situa-se no exterior do parque arqueológico. Na sua alvenaria foram encontradas em 1969 numerosas estelas neopúnicas, algumas delas expostas no museu do sítio.

### Edifícios recreativos

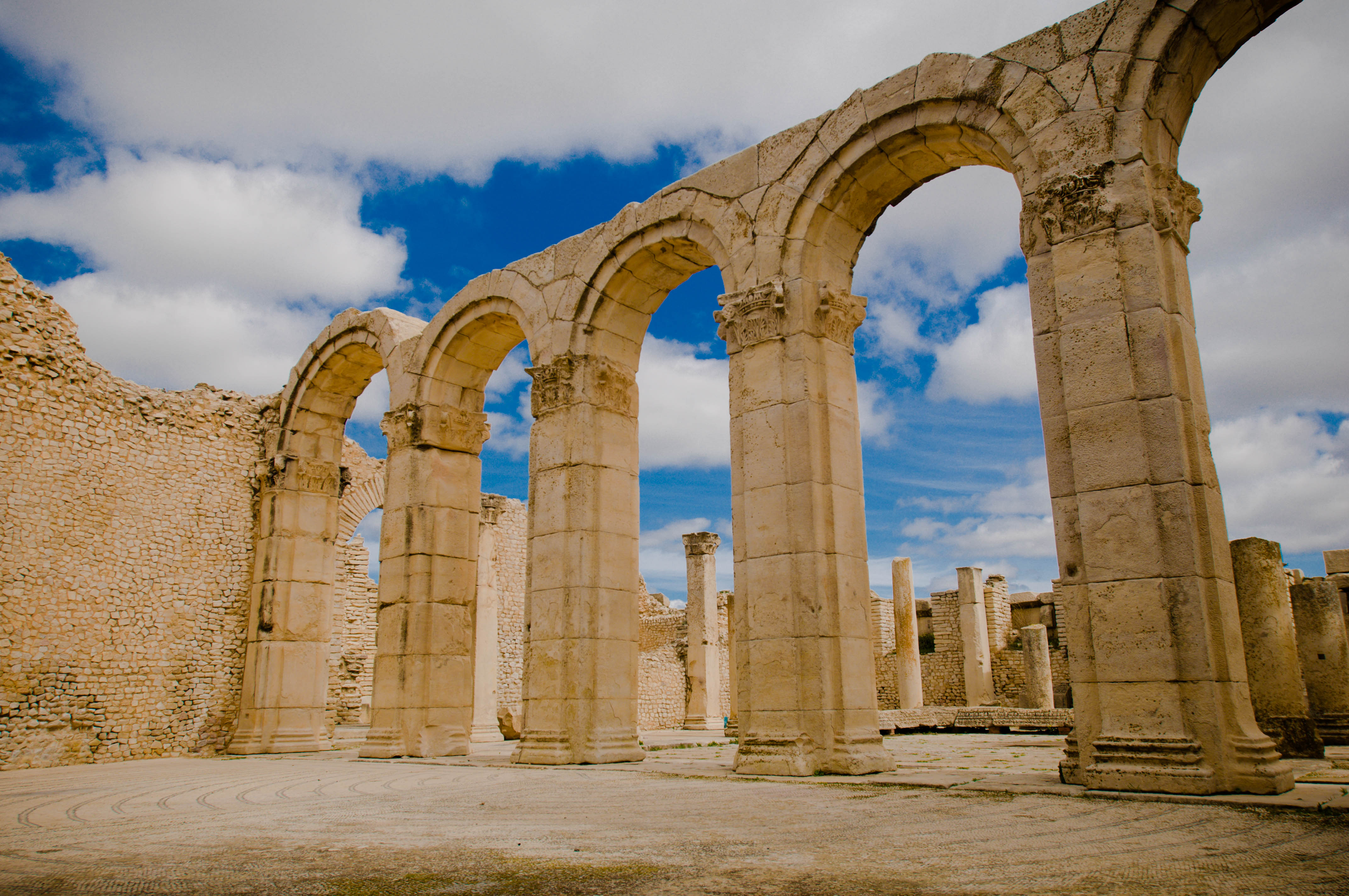
Arcos das "Grandes Termas do Sul"

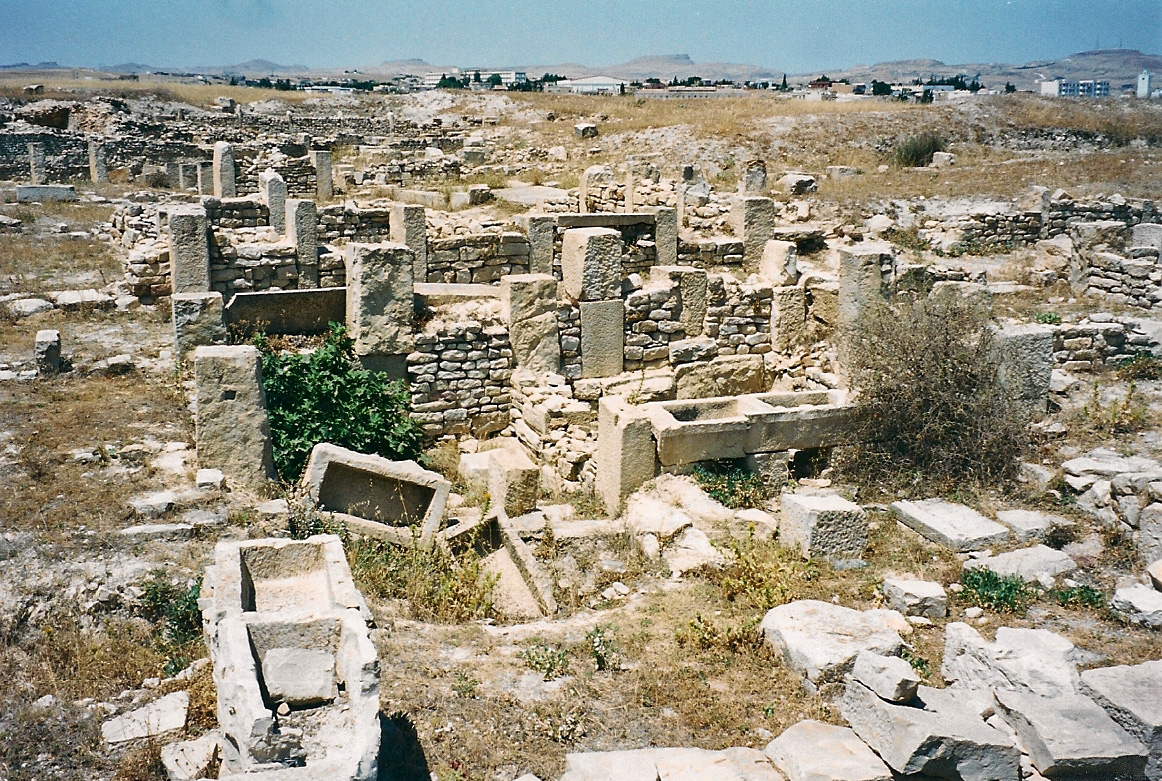
Ruínas de casas

O sítio apresenta vestígios de termas importantes, datadas entre o fim do século II e III d.C.: as "Grandes Termas do Sul", que figuram entre as mais importantes da África romana, com paredes conservadas até uma altura superior a 12 metros e um belo mosaico decorado com um labirinto, e as "Termas do Capitólio".
As principais termas de Mactaris, inauguradas em 199, não parecem ter tido palestra. Yvon Thébert considera que as palestras faziam parte da construção com planta simétrica cuja superfície total é de aproximadamente 4 400m², dos quais 225 m² para o frigidário da época severiana, que ocupa o centro do complexo, com a piscina de natação anexa e rodeada por dois apoditérios (vestiários). No século IV ou início do século V, as instalações foram reduzidas. Na época bizantina, o complexo foi transformado em fortim e dotado de uma muralha de aparelho.
As termas da parte ocidental, ditas "do Capitólio", foram transformadas em igreja no século IV (segundo Alexandre Lézine) ou no século V (segundo Charles-Picard). Para Noël Duval, o século V é a última data possível para a mudança de função do edifício. Este não é totalmente conhecido, nem sequer se sabendo qual era a sua área, mas Yvon Thébert classifica-o de termas de dimensões médias. A leste, a construção tinha arcadas das quais restam alguns elementos das sua parte setentrional.
Um anfiteatro, igualmente conservado à entrada do sítio, foi objeto de uma importante restauração. A estrutura da cávea é diferente a norte e a sul, o que o torna um edifício de tipo misto: enquanto o lado norte foi edificado, o lado sul aproveita o relevo natural da colina. Foi descoberto um dispositivo único de acesso à arena de jaulas de animais.

### Edifícios religiosos

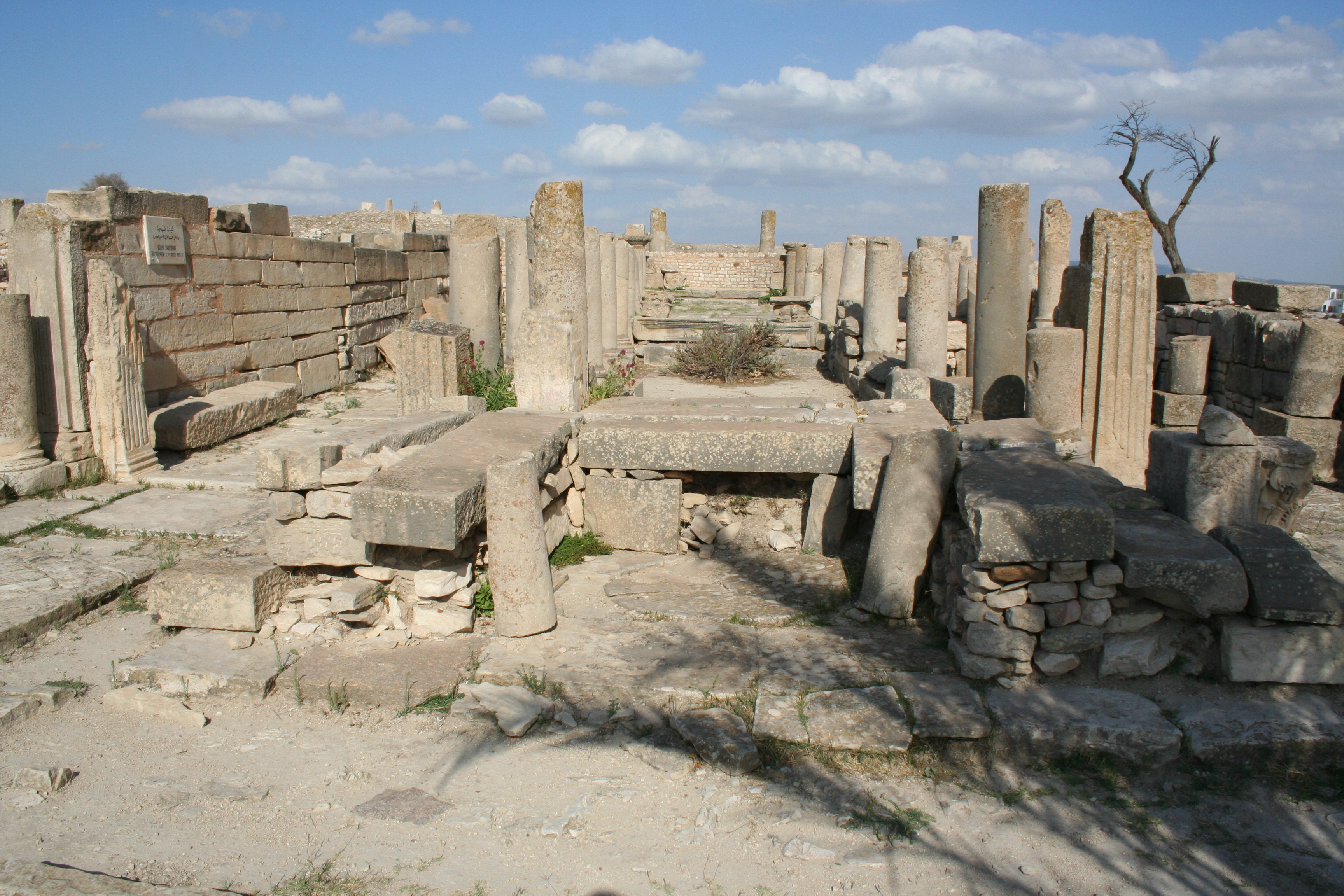
Basílica de Hildeguno

O capitólio está em muito mau estado de conservação. Nas escavações foi encontrada uma dedicatória que associa o imperador à tríade Júpiter-Juno-Minerva, um templo de Baco e outro de Apolo. Este último tomou o lugar de um santuário anterior dedicado a Eshmun, uma divindade púnica. O mesmo se passou com um quarto templo, dedicado Liber Pater, uma interpretatio romana do deus púnico Schadrapa.
Foram encontradas várias basílicas, uma delas situada nas traseiras do museu. Este edifício, conhecido como "basílica de Rutílio", tem sido objeto de estudos desde que foi identificado no século XIX, o último deles realizado por Noël Duval. Este historiador colocou a hipótese do edifício, construído onde antes se situava um santuário dedicado a Saturno, ter sido a catedral da cidade.
Há também uma basílica da época vândala, dita de Hildeguno, por nela se encontrar o túmulo desse líder vândalo local. É um edifício de três naves, que tem vários túmulos bizantinos. Devido à extrema raridade das construções desse período, os vestígios têm uma grande importância arqueológica.[carece de fontes?]

## Achados arqueológicos

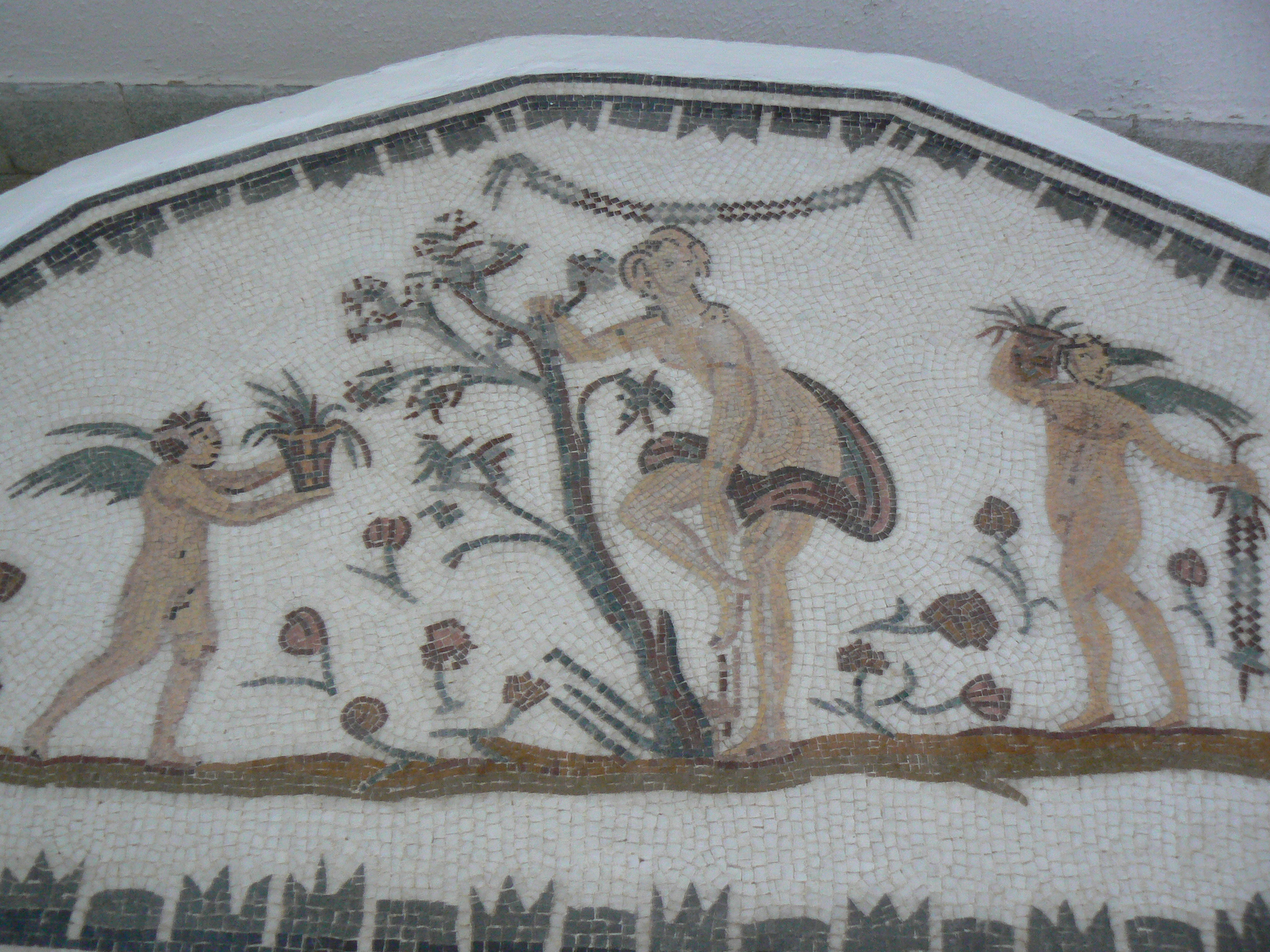
Mosaico com Vénus no banho

No Museu de Makthar, situado na entrada do parque arqueológico, conservam-se numerosas obras encontradas no sítio, o que faz com que os monumentos possam ter uma aparência despojada. No entanto, o belo mosaico do labirinto do interior das "Grandes Termas do Sul" ainda está in situ.[carece de fontes?]
O epitáfio do "ceifeiro de Mactar" é um documento de elevado valor para compreender a vida económica rural e o processo de renovação das elites municipais no século III. Descoberto em 1882 por Joseph Alphonse Letaille, está exposto no Museu do Louvre. Gilbert Charles-Picard utilizou-o para demonstrar a interligação do meio rural com o meio urbano, devido à pequena dimensão da cidade.
O conjunto das estelas de La Ghorfa, descobertas em Magraua (antiga Macota), não muito longe de Makthar está muito disperso: 22 estelas estão expostas no Museu Britânico, duas no Museu do Louvre, três no Museu de História da Arte de Viena, doze no Museu do Bardo de Tunes e quatro, as últimas que foram descobertas, em 1967, estão expostas no Museu de Makthar.

### Obras depositadas no Museu do Bardo

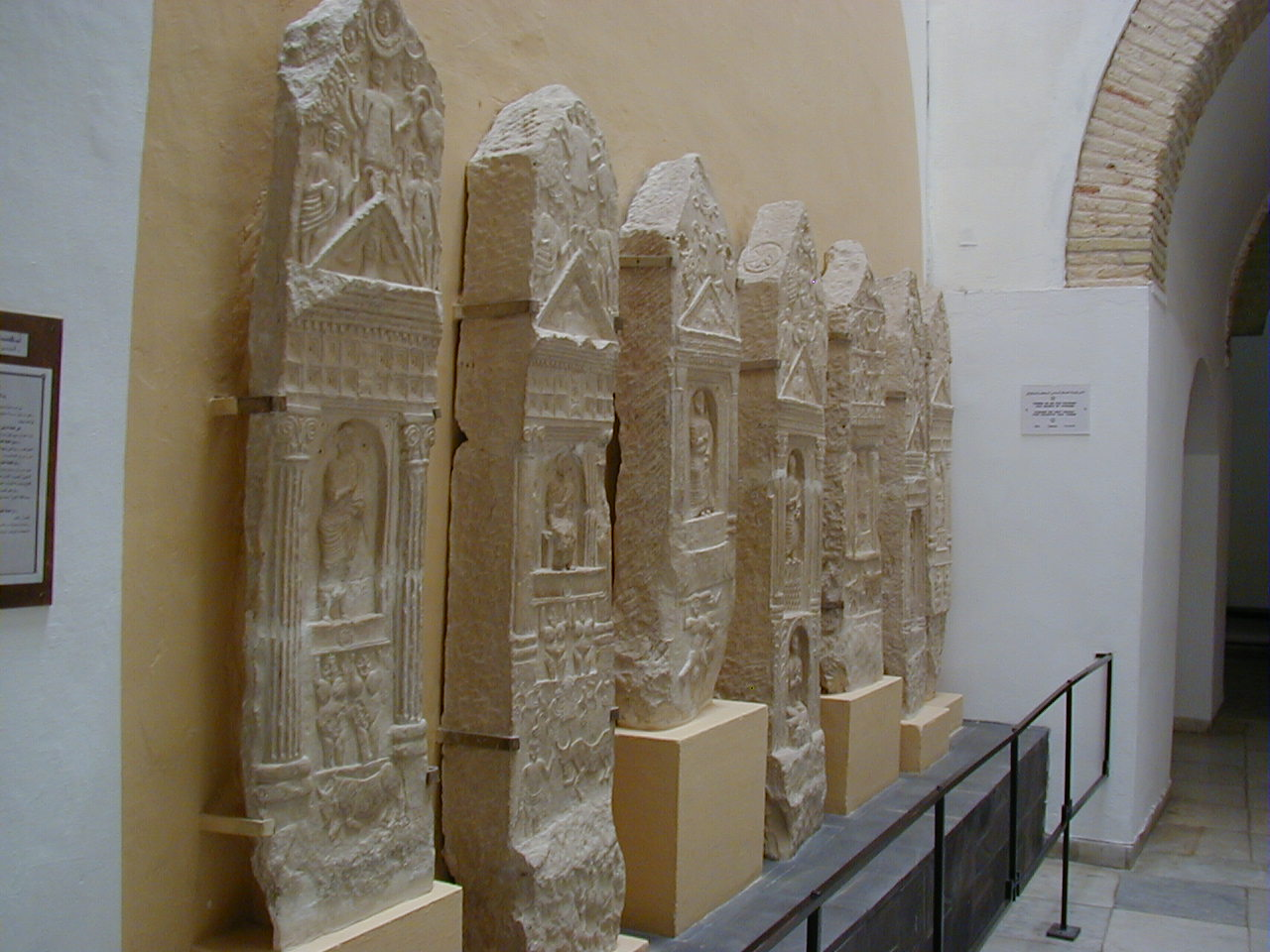
Estelas de La Ghorfa no Museu do Bardo

A escultura de um leão é uma peça em calcário datada do século I d.C., ligada a uma tradição númido-púnico. A obra, desenterrada em 1952 na necrópole nordeste de Mactaris, deve ter decorado um monumento funerário. O tratamento do tema é notável pela forma como os olhos e a juba estão esculpidos. É um exemplar notável da estatuária da época pré-romana.
As estelas de La Ghorfa, pertencentes ao conjunto descoberto em Magrava, apresentam uma configuração semelhante. Têm um cimo de forma triangular e dividem-se em três estereótipos. Na parte superior apresentam divindades sob forma humana, Saturno ou Tanit. Na parte central há um frontão de templo com a figura de quem dedicou a estela, perto de um altar. Na parte inferior há uma cena de sacrifício, com o animal sacrificado e por vezes também o sacrificador.

### Obras sobre Mactaris
- Beschaouch, Azedine; Mahjoubi, Ammar; Charles-Picard, Gilbert (1963), «Pagus Thuscae et Gunzuzi», Comptes rendus des séances de l'Académie des Inscriptions et Belles-Lettres, ISSN 1969-6663 (em francês), 107 (2): 124-130, doi:10.3406/crai.1963.11535, consultado em 4 de maio de 2014
- Charles-Picard, Gilbert (1953), «Les places publiques et le statut municipal de Mactar», Comptes rendus des séances de l'Académie des Inscriptions et Belles-Lettres, ISSN 1969-6663 (em francês), 97 (1): 80-82, doi:10.3406/crai.1953.10065, consultado em 4 de maio de 2014
- Charles-Picard, Gilbert (1957), «Civitas Mactaritana», Karthago (em francês), 8
- Charles-Picard, Gilbert (1974), «Les fouilles de Mactar (Tunisie). 1970-1973», Comptes rendus des séances de l'Académie des Inscriptions et Belles-Lettres, ISSN 1969-6663 (em francês), 118 (1): 9-33, doi:10.3406/crai.1974.12951, consultado em 4 de maio de 2014
- Charles-Picard, Gilbert (1977), «Recherches archéologiques franco-tunisiennes à Mactar. 1, la maison de Vénus ; 1, stratigraphies et étude des pavements», BEFR (em francês) (34)
- Charles-Picard, Gilbert (1982), «Essai d'interprétation du sanctuaire de Hoter Miscar à Maktar» (publicado em 1988), BAC (18B): 17-20
- Duval, Noël (1985), «Une hypothèse sur la basilique de Rutilius à Mactar et le temple qui l'a précédée» (PDF), Revue des études augustiniennes (em francês) (31): 20-45, consultado em 4 de maio de 2014, cópia arquivada (PDF) em 19 de dezembro de 2013
- Fantar, M'hamed Hassine (1963–1964), «Les nouvelles inscriptions monumentales néopuniques de Mactar», Karthago (em francês), 12: 45-59
- Monchicourt, Charles (1901), «Le massif de Mactar, Tunisie centrale», Annales de géographie, ISSN 1777-5884 (em francês), 10 (52): 346-369, doi:10.3406/geo.1901.5013, consultado em 4 de maio de 2014
- M'Charek, Ahmed (1982), Aspects de l'évolution démographique et sociale à Mactaris aux IIe et IIIe siècles ap. J.-C. (em francês), Universidade de Tunes
- Prévot, Françoise (1984), «Recherches archéologiques franco-tunisiennes à Mactar. 1, la maison de Vénus», BEFR (em francês) (34)
- Prévot, Françoise (1984), «Recherches archéologiques franco-tunisiennes à Mactar. 5, les inscriptions chrétiennes», BEFR (em francês) (34)

### Obras genéricas
- Briand-Ponsart, Claude; Hugoniot, Christophe (2005), L’Afrique romaine. De l’Atlantique à la Tripolitaine. 146 av. J.-C. - 533 ap. J.-C., ISBN 9782200268381 (em francês), Paris: Armand Colin, p. 569
- Corbier, Paul; Griesheimer, Marc (2005), L’Afrique romaine. 146 av. J.-C. - 439 ap. J.-C., ISBN 9782729824419 (em francês), Paris: Ellipses
- Fantar, M'hamed Hassine (1982), De Carthage à Kairouan: 2000 ans d'art et d'histoire en Tunisie (em francês), Paris: Association française d'action artistique. Musée du Petit Palais, consultado em 4 de maio de 2014
- Golvin, Jean- Claude (2003), L’antiquité retrouvée, ISBN 9782877722667 (em francês), Paris: Errance
- Gros, Pierre (1996), «Monuments publics», L’architecture romaine du début du IIIe siècle av. J.-C. à la fin du Haut-Empire, ISBN 9782708405004 (em francês), 1, Paris: Picard, consultado em 4 de maio de 2014
- Hugoniot, Christophe (2000), Rome en Afrique: de la chute de Carthage aux débuts de la conquête arabe, ISBN 9782080830036 (em francês), Paris: Flammarion, consultado em 4 de maio de 2014
- Khader, Aïcha Ben Abed-Ben (1992), Le Musée du Bardo: une visite guidée, ISBN 9789973700834 (em francês), Tunes: Cérès
- Laronde, André; Golvin, Jean-Claude (2001), L’Afrique antique, ISBN 2235023134 (em francês), Paris: Taillandier
- Le Bohec, Yann (2005), Histoire de l'Afrique romaine: 146 avant J.-C.-439 après J.-C, ISBN 9782708407510 (em francês), Paris: Picard, consultado em 4 de maio de 2014
- Lipinski, Edward, ed. (1992), Dictionnaire de la civilisation phénicienne et punique, ISBN 9782503500331 (em francês), Paris: Brépols
- Mahjoubi, Ammar (2000), Villes et structures de la province romaine d’Afrique, ISBN 9973937953 (em francês), Tunes: Centre de publication universitaire
- Rachet, Guy (1994), Dictionnaire de l'archéologie, ISBN 9782221079041 (em francês) 2ª ed. , Paris: R. Laffont
- Slim, Hédi; Fauqué, Nicolas (2001), La Tunisie antique: de Hannibal à saint Augustin, ISBN 9782856204214 (em francês), Paris: Mengès, consultado em 4 de maio de 2014
- Thébert, Yvon (2003), Les thermes romains d´Afrique du nord et leur contexte méditerranéen: études d´histoire et d´archéologie, ISBN 9782728303984 (em francês), École française de Rome, consultado em 4 de maio de 2014
- VVAA (1995),  Morel, Jean Paul Maurice, ed., «La Tunisie, carrefour du monde antique», ISBN 9782878440201, Paris: Faton, Dossiers d'Archeologie, ISSN 1141-7137 (em francês), 200, consultado em 4 de maio de 2014
- VVAA (2006),  Prévot, Françoise; Voisin, Jean-Louis; Blaudeau, Philippe, eds., L’Afrique romaine, 69-439, ISBN 9782350300023 (em francês), Neuilly-sur-Seine: Atlande